# 가와이 아유무
가와이 아유무(일본어: 川井 歩, 1999년 8월 12일~)는 일본의 축구 선수이다.

## 구단 경력
그는 2018년 J1리그의 산프레체 히로시마에 입단했다. 2019년 J2리그의 레노파 야마구치 FC로 이적했다. 2021년까지 80경기에 출전하여, 3득점을 넣었다. 2022년 몬테디오 야마가타로 이적했다.